# Astra 1B
O Astra 1B (anteriormente chamado de Satcom K3) foi um satélite de comunicação geoestacionário construído pela GE Astrospace, ele esteve localizado na posição orbital de 19,2 graus de longitude leste e era operado pela SES. O satélite foi baseado na plataforma AS-5000 e sua vida útil estimada era de 12 anos. O mesmo saiu de serviço em 05 de julho de 2006 e foi enviado para uma órbita cemitério.

## História
A Societe Européenne des Satellites (SES) sediada em Luxemburgo fornecia serviços de telecomunicações a maior parte da Europa através de um satélite de fabricação estadunidense.
Em 1989 a SES adquiriu o incompleto Satcom K3 e modificando-o para o uso como um satélite europeu de transmissão direto.
O Astra 1B baseia-se na plataforma AS-5000, série da Lockheed-Martin (GE Astro Espaciais), ele pesava 1,5 tonelada. O Astra 1B timha dimensões totais de 2,2 m por 2,2 m por 2,8 m, com uma extensão do painel solar de 24,3 m e 4,9 kW. A sonda carrega 16 60W transponders em banda Ku ativos.
O Astra 1B ficou fora de serviço em 05 de julho de 2006 e foi transferido para uma órbita cemitério.

## Lançamento
O satélite foi lançado com sucesso ao espaço no dia 2 de março de 1991, por meio de um veículo Ariane-44LP H10 lançado a partir do Centro Espacial de Kourou na Guiana Francesa, juntamente com o satélite Meteosat 5. Ele tinha uma massa de lançamento de 2.580 kg.

## Capacidade e cobertura
O Astra 1B era equipado com 16 (mais 6 de reserva) transponders em banda Ku para prestar serviços de telecomunicação a Europa.